# Alec M. Pridgeon
Alec M. Pridgeon, född 1950, är en brittisk botaniker som är specialiserad på orkidéer.
1972 blev han filosofie kandidat i biologi vid University of Michigan, 1977 Master of science i biologi vid Louisiana State University och 1981 filosofie doktor i biologi vid Florida State University. Sedan 1995 är Pridgeon anställd vid Royal Botanic Gardens, Kew, han är medlem i Linnean Society of London och Botanical Society of America. 
Auktorsnamnet Pridgeon kan användas för Alec M. Pridgeon i samband med ett vetenskapligt namn inom botaniken; se Wikipediaartiklar som länkar till auktorsnamnet.